# Serrat del Canonge
El Serrat del Canonge és un serrat del municipi de Gavet de la Conca, dins de l'antic terme d'Aransís, amb una altitud que varia entre els 950 i 105 metres. Es troba just a l'oest del Cinglo de les Solanes. És protegit pel valor paisagístic, geològic i biològic, com ara la roureda espessa al vessant obaga.